# Acanthoscelides ferrugineus
Acanthoscelides ferrugineus is een keversoort uit de familie bladkevers (Chrysomelidae). De wetenschappelijke naam van de soort werd in 1790 gepubliceerd door Oliver.